# ژولت نمچیک
ژولت نِمچیک (مجاری: Nemcsik Zsolt؛ زادهٔ ۱۵ اوت ۱۹۷۷) ورزشکار شمشیربازی اهل مجارستان است.
وی در مسابقات کشوری و بین‌المللی در مجموع برندهٔ ۱ مدال نقره شده‌است.